# Norddeutsche Fußballmeisterschaft 1917/18
Die norddeutsche Fußballmeisterschaft 1917/18 war der zwölfte vom Norddeutschen Fußball-Verband organisierte Wettbewerb. Wegen des Ersten Weltkrieges spielten die Vereine lediglich Meisterschaften auf Bezirksebene. An der Endrunde um die norddeutsche Meisterschaft nahmen Auswahlmannschaften der Bezirke teil. Sieger wurde Hamburg-Altona.

## Ergebnisse

### Qualifikation
Gespielt wurde am 26. Mai 1918. Die Bezirksauswahl von Kiel trat nicht zum Spiel an. Die Bezirksauswahl von Lübeck kam somit kampflos weiter.
|              | Ergebnis |                |
| ------------ | -------- | -------------- |
| Braunschweig | 1:5      | Hannover       |
| Bremen       | 1:7      | Wilhelmshaven  |
| Unterweser   | 0:1      | Nordhannover   |
| Mecklenburg  | 1:2      | Hamburg-Altona |
| Lübeck       | X:0      | Kiel           |

### Halbfinale 1
Gespielt wurde am 2. Juni 1918.
|               | Ergebnis |        |
| ------------- | -------- | ------ |
| Wilhelmshaven | 10:00    | Lübeck |

### Halbfinale 2
Gespielt wurde am 9. Juni 1918.
|                | Ergebnis |               |
| -------------- | -------- | ------------- |
| Hamburg-Altona | 4:0      | Nordhannover  |
| Hannover       | 2:3      | Wilhelmshaven |

### Finale
Gespielt wurde am 30. Juni 1918.
|                | Ergebnis |               |
| -------------- | -------- | ------------- |
| Hamburg-Altona | 9:1      | Wilhelmshaven |